# Просковино
Просковино — деревня в Шумячском районе Смоленской области России. Входит в состав Озёрного сельского поселения. Население — 1 житель (2007 год). 
Расположена в юго-западной части области в 9 км к юго-востоку от Шумячей, в 3,5 км южнее автодороги А101 Москва — Варшава («Старая Польская» или «Варшавка»), на берегу реки Гостинка. В 3 км юго-западнее деревни расположена железнодорожная станция Криволес на линии Рославль — Кричев. 

## История
В годы Великой Отечественной войны деревня была оккупирована гитлеровскими войсками в августе 1941 года, освобождена в сентябре 1943 года.